# Volgadraco
Volgadraco (лат., буквально — «дракон с реки Волги») — род птерозавров из верхнего мела европейской части России. Первоначально Volgadraco был идентифицирован как представитель семейства аждархид, но позже авторы описания высказали мнение, что он относится к птеранодонтидам. Известен по голотипу SGU, no. 46/104a, который представляет нижнюю часть клюва и посткраниальные фрагменты из отложений  рыбушкинской свиты (нижний кампан) местонахождения Широкий Карамыш (Саратовская область, Россия). 
Volgadraco был описан в 2008 году русскими учёными А. О. Аверьяновым, М. С. Архангельским и Е. М. Первушовым. Типовым и единственным видом является Volgadraco bogolubovi, видовое название дано в честь палеонтолога Николая Николаевича Боголюбова. Авторы также рассматривали ранее названный род Bogolubovia как nomen dubium, поскольку фактически он может быть идентичен Volgadraco, однако в работе А. Аверьянова и А. Курина 2022 года боголюбовия была признана действительным (валидным) таксоном на основании явного различия между родами.
При первом научном описании этого птерозавра, авторы отнесли животное к аждархидам, посчитав его размер, а также развитие кровоснабжения в нижней челюсти, промежуточными между аждархидами из сантонского или туронского веков, такими, как Azhdarcho и Bakonydraco, и аждархидами позднего маастрихта, например, кетцалькоатлем. В 2020 году А. О. Аверьянов и М. С. Архангельский предположили, что Volgadraco является скорее птеранодонтидом, чем аждархидом.